# Polymixis stictineura
Polymixis stictineura là một loài bướm đêm trong họ Noctuidae.